# Camillina penai
Camillina penai är en spindelart som beskrevs av Norman I. Platnick och Murphy 1987. Camillina penai ingår i släktet Camillina och familjen plattbuksspindlar. Inga underarter finns listade.